# Jean-François-Aimé Dejean
Jean-François-Aimé Dejean, född den 6 oktober 1749, död den 12 maj 1824, var en fransk greve och general, far till Pierre François Marie Auguste Dejean.
Dejean tjänade under Dumouriez och Pichegru i revolutionskrigen och blev divisionsgeneral efter den berömda övergången av Rhen natten mellan 5 och 6 september 1795. Efter slaget vid Marengo (1800) deltog han i ordnandet av Italiens förvaltning, och 1802–09 var han fransk krigsminister. År 1812 blev han medlem av senaten. 
År 1814 övergick han till bourbonerna, vilka utnämnde honom till pär, men under "de hundra dagarna" slöt han sig åter till Napoleon och miste därför vid bourbonernas återkomst sin pärsvärdighet. Han återvann likväl denna 1819 och blev samma år generaldirektör i arméförvaltningen.